# Legio XXVII (Cesare)
La legio XXVII di Cesare era un'unità militare romana di epoca tardo repubblicana, la cui origine è da collegarsi all'inizio della guerra civile, quando venne costituita da emissari di Gaio Giulio Cesare (inizi del 49 a.C.).

## Storia
La sua formazione è da collegarsi allo scoppio della guerra civile. Venne formata da emissari di Cesare (tra i quali vi era Marco Antonio) con cittadini romani inquadrati da esperti soldati della legio X che aveva combattuto in Gallia.
Alla fine di dicembre del 49 a.C. la troviamo a Brundisium, pronta ad attraversare il Mare Adriatico con altre legioni. Agli inizi di aprile del 48 a.C. fu inviata agli ordini del legatus legionis Lucio Cassio Longino in Tessalia ed Etolia per assicurare questi territori a Gaio Giulio Cesare. Partecipò poco dopo alla battaglia di Dyrrhachium, ed il successivo 9 agosto alla decisiva battaglia di Farsalo.
Dopo Farsalo passo in Acaia, poi a Rodi, per giungere in Egitto nel settembre del 47 a.C. agli ordini di Quinto Fufio Caleno per aiutare Cesare nella difficile situazione egiziana. Rimase in Egitto fino a poco prima della morte di Cesare (marzo del 44 a.C.).
Alla morte del dittatore si trovava in Siria, pronta ad entrare in azione nella prevista campagna di Cesare contro i Parti. Sappiamo anche che fu di stanza nella provincia romana di Macedonia, anche se non sappiamo con precisione in quale periodo. Verosimilmente passò, insieme ad altre legioni schierate in Oriente, dalla parte di Gaio Cassio Longino e quindi dovrebbe aver militato nel campo dei cesaricidi nella battaglia di Filippi.
In seguito questa legione fu reintegrata tra le forze dei triumviri, in particolare con Ottaviano, partecipando poi alla battaglia di Azio (31 a.C.).
Sembra che sia stata sciolta nel 30 a.C. quando Ottaviano riformò l'esercito romano, o comunque non più tardi del 14 a.C., quando furono congedati tra i 105.000 ed i 120.000 veterani.